# 溪北街道
溪北街道是中华人民共和国贵州省貴陽市花溪区下辖的一个街道办事处。
2012年8月14日，贵阳市人民政府通知决定撤销49个街道办事处，设立90个社区服务中心。
2020年1月10日，贵阳市人民政府通知决定撤销社区服务中心，恢复设立街道办事处。

## 行政区划
溪北街道下辖以下村级行政区划单位：
吉麟社区、养牛社区、石板井社区、竹林社区、上水社区、董家堰社区、中铁城社区、溪北社区、朝阳社区。